# California (canção de Grimes)
"California" é uma canção da cantora, compositora e produtora musical canadense Grimes lançada em 9 de maio de 2016, como o terceiro single de seu quarto álbum de estúdio, Art Angels (2015). Grimes afirmou que essa é uma "faixa de ódio" ao site de música Pitchfork. Esse sentimento pode ser o resultado de várias interpretações erradas de suas palavras, sobre quais Boucher expressou seu descontentamento em vários de seus tweets.

## Antecedentes
Em entrevista a Rolling Stone, Boucher disse que "California" surgiu em uma noite em que ela estava se sentindo deprimida e tomou várias doses de tequila.
Boucher também explicou em uma entrevista ao Sirius XM que "California" é uma faixa de ódio para a Pitchfork, e sua cobertura sobre ela até Art Angels, e o lançamento de "Go", sua colaboração com Blood Diamonds. "Na verdade, é uma faixa de ódio para a Pitchfork… para a indústria da música. Para os blogs indie. Estou apenas muito cansada de "Grimes é tão triste! Grimes está protestando e reclamando e tendo um momento terrível! Ela é tão insegura!" É na verdade realmente destrutivo fazer parecer que "Tudo está fora do meu controle!", dizer que eu descartei um álbum inteiro, sem checar os fatos, de dizer que "Go" foi meu primeiro single... tipo eu não produzi isso. Eu nunca lançaria um álbum que eu não produzisse. Tipo tirar isso de mim e... eu não consigo me livrar disso. Ninguém verificou isso. Tipo, você apenas ferrou minha narrativa. Você acabou de ferrar anos de trabalho que eu fiz. E você é muito imaturo para removê-lo."

## Vídeo musical
O videoclipe de "California", dirigido por Grimes e seu irmão Mac Boucher, foi lançado em 9 de maio de 2016. Apresenta Grimes e amigos em um estúdio de arte, no palco e em uma academia, vestindo uma variedade de roupas coloridas enquanto dançam animadamente e se apresentam. A faixa usada para o vídeo é uma versão alternativa de "California".
Após o lançamento do vídeo, Grimes foi ao seu Twitter para explicar o motivo de usar uma versão alternativa da música no vídeo, dizendo que o vídeo era "dissonante" com a faixa original e falhou em provocar visuais em sua mente: "tive de refazer a faixa porque quando eu olhei para a filmagem estava dissonante com a música original, a música não provoca nenhum visual na minha mente naturalmente".

## Faixas e formatos
CD single promocional
1. "California" – 3:18